# 八幡神社 (我孫子市青山)
八幡神社（はちまんじんじゃ）は、千葉県我孫子市の神社。

## 歴史
創建年代は不明である。ただ律令制下の東海道が当地付近を通り、かつては駅家「於賦駅」があったといわれており、その頃から存在していた可能性がある。毎月1日と15日に氏子たちが参詣するのが習わしであった。
明治初期、近代社格制度に基づく「村社」に列せられた。1909年（明治42年）の神社合祀により、周辺の3社が合祀された。

## 交通アクセス
- 天王台駅より徒歩19分。